# Dinia auge
Dinia auge är en fjärilsart som beskrevs av Walker 1854. Dinia auge ingår i släktet Dinia och familjen björnspinnare. Inga underarter finns listade i Catalogue of Life.